# Eucalyptus carnabyi
Eucalyptus carnabyi là một loài thực vật có hoa trong Họ Đào kim nương. Loài này được Blakely & H.Steedman mô tả khoa học đầu tiên năm 1941.